# Overlord (videojuego)
Overlord es un videojuego de acción-aventura en tercera persona desarrollado por Triumph Studios y publicado por Codemasters en 2007 para Xbox 360, PlayStation 3, Nintendo Wii y Microsoft Windows. En 2008 salió una expansión llamada Overlord: Raising Hell que es el título bajo el que salió en PlayStation 3 y Xbox 360.

## Historia
La historia empieza cuando los esbirros encuentran al Overlord en una cripta de la Torre Negra Lúgubre la cual desde el asalto de los héroes estaba en ruinas.
Los esbirros lo arman y así empieza su campaña del mal y vengarse de los héroes que lo derrotaron y lo asesinaron.
Después de empezar la campaña hay que ir recuperando todos los objetos de la torre y matar a los héroes que derrocaron al antiguo overlord.En ciertos puntos se nos ofrecerá la oportunidad de elegir entre ser malos o muy malos. También hay muchos tazos y lazos

## Personajes

### El Overlord
El protagonista del juego y el que controla el jugador. Es uno de los héroes que fueron a derrotar al antiguo Overlord aunque los demás le dieron por muerto. Entonces el antiguo Overlord ordenó a sus esbirros que le engañasen para que fuera su sustituto temporalmente.Este personaje es muy misterioso y aún no se conoce su voz ni su rostro.En la versión Raising Hell se ve que el bufón lo encierra en el abismo infernal ya que en el ending de la versión normal el adquiera los poderes del viejo Overlord gracias a un ritual

### Los Esbirros
Los esbirros son unas criaturas parecidas a los gremlins, son los que protagonizan el juego y la fuerza principal del overlord (son sus sirvientes), además son muy regenerativos y por eso no necesitan curarse. 
Se dividen en 4 especies:

#### Parduzcos
Son los primeros en unirse al Overlord (y los más divertidos para la destrucción). Son los más duros, ideales para cuerpo a cuerpo, y por eso raramente llegan a morir peleando (pueden fácilmente contra más del doble de enemigos que ellos), pero son los esbirros comunes así que no tienen habilidades especiales (las otras 3 especies son blandas, pero sirven para otras cosas). Parduzco significa marrón.

#### Bermejos
Esta especie de esbirro (son como unos diablillos rojos) son inmunes al calor (fuego/magma, etc), y tienen la habilidad de absorber el fuego con sus cuerpos. Son blandos y no sirven para cuerpo a cuerpo, pero atacan tirando bolas de fuego desde lejos con las manos para prender fuego a los enemigos, o activar explosivos. Bermejo significa rojo.

#### Viridios
Estos esbirros son unas criaturas reptilianas de color verde (parecidas a una lagartija venenosa). Se caracterizan por su inmunidad al veneno, huelen muy mal, y si se quedan quietos se hacen invisibles, también pueden absorber masas de veneno con sus cuerpos. No son buenos para cuerpo a cuerpo, por ser blandos (y por sus características, son los más propensos a morir peleando), pero pueden hacer un ataque sigiloso (tipo ninja) saltando por atrás del enemigo atacandolo por la nuca. También pueden saltar muy alto

#### Zarcos
Estos esbirros no sirven para pelear (excepto con enemigos mágicos como elfos o hadas). Son unas criaturas anfibias de color azul; son absolutamente inmunes a todo tipo de magia (incluso la desintegran con solo tocarla). Al ser acuáticos, son los únicos que pueden nadar (los demás se ahogan en el agua); tienen la habilidad de Revivir a los Muertos pero son tan blandos como los Bermejos y Viridios, y por eso hay que mantenerlos lejos del peligro. Zarco significa azul.

## Personas importantes

### Krazak
El esbirro más viejo y el consejero del Overlord. Al principio parece ser de tu lado, pero al final se presenta como un fuerte enemigo, fiel al antiguo Overlord.

### El bufón
Él es importante de verdad, cuando estas en la torre te persigue y te cuenta tus logros más importantes. En el tutorial tu objetivo es darle una paliza.
En el final del juego se revela que podría ser tremendamente poderoso.Y al 
terminar el overlord raising hell gracias a él, el overlord se queda encerrado 
en el abismo infernal.

### Iris
Es una de las dos queridas que puedes tener en determinado momento del juego elegirás entre ella y su hermana. Practica y avispada la encuentras en el castillo de Jarana. Proporciona ayudas a tus esbirros.
Si te quedas con ella, te conviertes en un Overlord puro.Y te da dinero cada vez que subes a su castillo

### Serena
La otra querida. Una chica malcriada y voluptuosa. Se iba a casar con Sir William más que nada por su dinero y poder. Puedes elegir entre ella y su hermana en un momento del juego.
Si te quedas con ella, te conviertes en un Overlord perverso.